# Taxa de falsa acceptació
La taxa de falsa acceptació (TFA) d'un sistema d'identicifació biomètrica representa la quantitat d'impostors erròniament acceptats pel sistema. Es calcula com el quocient entre el nombre d'impostors acceptats pel sistema dividit pel nombre total d'impostors que han intentat accedir al sistema.